# Ciências duras

Modelo de dispersão da luz e mudança das velocidades.

Ciências duras (em inglês, Hard Sciences) é o agrupamento das ciências que se utilizam da observação sistemática, experimentos e às vezes da matemática pura como obtenção de conhecimento. Nas ciências exatas, os experimentos devem ser reproduzíveis (se o experimento for feito uma segunda vez, terá que produzir os mesmos resultados obidos na primeira vez). Além disso, nas ciências duras geralmente há um acordo universal sobre o que se é conhecido com certeza. Este não é o mesmo cenário das demais ciências, tais como as ciências sociais.
As características frequentemente citadas como características da ciência duras incluem a produção de previsões testáveis, a realização de experimentos controlados, confiança em dados quantificáveis e modelos matemáticos, um alto grau de precisão e objetividade, níveis mais elevados de consenso, progressão mais rápida do campo, reprodutibilidade e, geralmente, aplicação de uma forma mais pura do método científico.
As disciplinas de ciências duras incluem as ciências naturais, que tratam do mundo natural, que incluem: física, química, biologia, geologia, astronomia e botânica. Alguns cientistas aceitam certos aspectos da psicologia como ciências duras, especialmente em temas relacionados à percepção, estudados pela neurociência.